# Jeremy Renner
Jeremy Lee Renner (Modesto, 7 gennaio 1971) è un attore e musicista statunitense.
Nella sua carriera ha ricevuto due candidature ai premi Oscar, una al miglior attore per The Hurt Locker e un'altra al miglior attore non protagonista per The Town. Dal 2011 interpreta il supereroe Occhio di Falco nei film del Marvel Cinematic Universe.

## Biografia
Jeremy Lee Renner è nato a Modesto, in California, figlio di Valerie Cearley (nata Tague) e Lee Renner; suo padre negli anni ottanta era stato proprietario della pista da bowling cittadina McHenry Bowl. I suoi genitori si sono sposati da adolescenti e hanno divorziato quando Jeremy aveva solamente 10 anni. Renner è il maggiore di sette fratelli, di cui due provenienti dal successivo matrimonio del padre, e vanta origini irlandesi da parte di madre e tedesche da parte di padre. Si è diplomato nel 1989 presso la Fred C. Beyer High School e ha studiato criminologia al Modesto Junior College, prima di decidere di diventare attore e iscriversi all'American Conservatory Theatre.

### Cinema e televisione
Inizia la sua carriera partecipando a svariati spot pubblicitari, in seguito prende parte a vari film per la televisione e ad alcune serie tv tra le quali Cenerentola a New York, Angel e CSI - Scena del crimine. Per un certo periodo, parallelamente alla recitazione, si ritrova a lavorare come truccatore per guadagnarsi da vivere.
La grande occasione arriva nel 2002, quando interpreta il serial killer Jeffrey Dahmer nel film Dahmer - Il cannibale di Milwaukee, per il quale riceve una prima candidatura agli Independent Spirit Awards. L'anno seguente si fa notare anche nel cinema di massa, interpretando l'antagonista del film S.W.A.T. - Squadra speciale anticrimine accanto a Colin Farrell e Samuel L. Jackson. Nel 2004 appare nel drammatico Ingannevole è il cuore più di ogni cosa di Asia Argento, seguito nel 2005 da North Country - Storia di Josey. Nel 2007 interpreta l'eroico Sergente Doyle in 28 settimane dopo, sequel del film 28 giorni dopo di Danny Boyle. Nello stesso anno recita in L'assassinio di Jesse James per mano del codardo Robert Ford nel ruolo di Wood Hite, cugino del famoso fuorilegge, e appare in un episodio di Dr. House - Medical Division nel ruolo di un cantante punk rock.

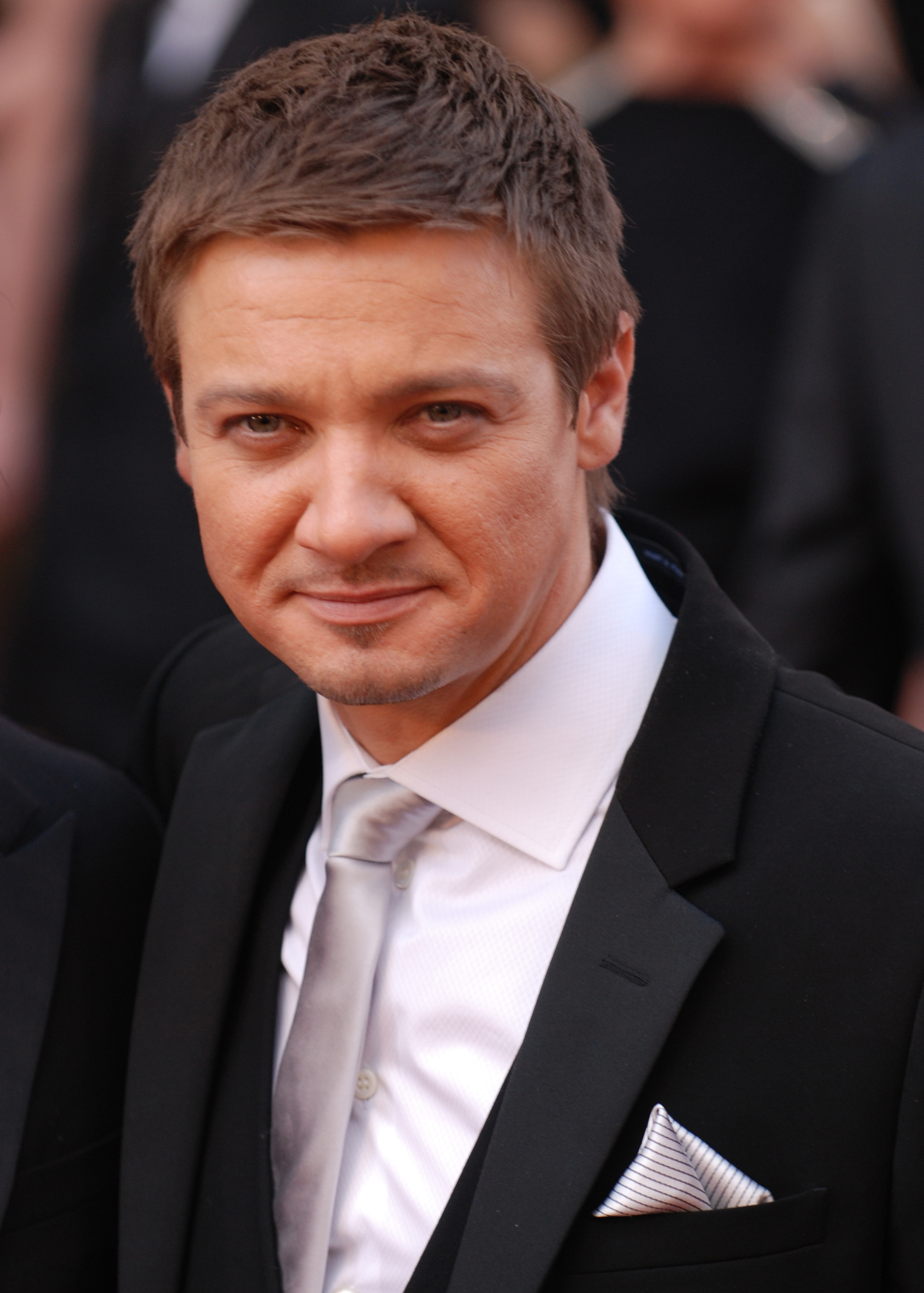
Renner alla 82ª cerimonia dei premi Oscar, marzo 2010

Nel 2008 recita come protagonista in The Hurt Locker di Kathryn Bigelow, per il quale vince un National Board of Review Awards 2009 per la miglior performance rivelazione maschile e ottiene la sua prima candidatura all'Oscar come miglior attore. Nel 2009 interpreta il ruolo dell'investigatore Jason Walsh nella serie televisiva The Unusuals - I soliti sospetti; la serie è però stata cancellata dopo i dieci episodi che compongono la prima e unica stagione.
All'inizio del 2011 ottiene la sua seconda candidatura consecutiva all'Oscar, questa volta come miglior attore non protagonista, per la sua interpretazione in The Town, nel quale ha recitato al fianco di Ben Affleck. Sempre nel 2011 interpreta il ruolo di William Brandt in Mission: Impossible - Protocollo fantasma, ruolo che ha ripreso nel 2015 in Mission: Impossible - Rogue Nation.
Nel 2012 è il protagonista del quarto film della serie di Jason Bourne. Il film è intitolato The Bourne Legacy, scritto e diretto da Tony Gilroy. L'attore interpreta un nuovo personaggio, Aaron Cross, al posto di Jason Bourne che è stato interpretato da Matt Damon nei primi tre film. Nello stesso anno, interpreta il personaggio di Clint Barton/Occhio di Falco in una breve apparizione nel film Thor, ruolo che poi riprende, con importanza notevolmente maggiore, nei successivi film del Marvel Cinematic Universe The Avengers (2012), Avengers: Age of Ultron (2015), Captain America: Civil War (2016) e Avengers: Endgame (2019) e nella miniserie Hawkeye (2021).
Nel 2013 Renner recita nella commedia horror Hansel & Gretel - Cacciatori di streghe assiema a Gemma Arterton . Nello stesso anno, fa parte del cast di American Hustle - L'apparenza inganna, con Christian Bale, Bradley Cooper, Jennifer Lawrence ed Amy Adams, film che tratta gli eventi realmente accaduti nell'operazione dell'FBI ABSCAM degli anni settanta. Nel 2016 torna nelle sale cinematografiche con Arrival, a fianco di Amy Adams e diretto da Denis Villeneuve. Il film, presentato in concorso alla 73ª Mostra internazionale d'arte cinematografica di Venezia, ha ricevuto il plauso della critica ed è stato candidato come miglior film ai Premi Oscar 2017.
Nel 2018 invece ha preso parte da protagonista nel film I segreti di Wind River, film diretto da Taylor Sheridan, insieme a Elizabeth Olsen e Jon Bernthal. Per il film ha ottenuto una candidatura ai Satellite Awards come migliore attore.
Assieme al socio Don Handfield, ha fondato una casa di produzione chiamata The Combine.

### Musica
Renner è anche un cantautore, chitarrista, tastierista e batterista. All'inizio della sua carriera di attore si è esibito con un gruppo musicale chiamato Sons of Ben. Ha interpretato canzoni in diverse colonne sonore di film in cui ha recitato: I Drink Alone per North Country - Storia di Josey, American Pie per Love Comes to the Executioner e Good Ole Rebel per L'assassinio di Jesse James per mano del codardo Robert Ford. Ha partecipato al singolo di Sam Feldt del 2018, Heaven (Don't Have a Name). A marzo 2020 ha pubblicato un primo extended play intitolato The Medicine.

### Vita privata
Nel gennaio 2014, Renner ha sposato la modella canadese Sonni Pacheco, con la quale aveva avuto una figlia, Ava Berlin, nel marzo 2014. Nel dicembre 2014, dopo dieci mesi di matrimonio, la Pacheco ha presentato le carte del divorzio per differenze inconciliabili. I due condividono la custodia della figlia.
È un grande tifoso dei San Francisco 49ers. Ha prestato la sua voce a un episodio della serie-documentario di NFL Network The Timeline sulla rivalità tra 49ers e Dallas Cowboys, e al video di apertura dell'inaugurazione del loro Levi's Stadium nel 2014.
Il 1º gennaio 2023 rimane gravemente ferito in un incidente nel quale viene investito in pieno dal suo stesso battipista, nel tentativo di salvare il nipote che stava per essere coinvolto. Nell'incidente ha riportato la rottura di otto costole in quattordici punti, oltre a varie fratture alla parte destra del corpo: ginocchio, tibia, caviglia, clavicola, spalla, oltreché la lussazione della mascella e della mandibola, il collasso di un polmone e il trafiggimento del fegato da parte di una costola. Il 17 gennaio viene dimesso dall'ospedale, tornando a casa per continuare la riabilitazione.

## Filmografia

### Attore

#### Cinema
- La scuola più pazza del mondo (National Lampoon's Senior Trip), regia di Kelly Makin (1995)
- Dahmer - Il cannibale di Milwaukee (Dahmer), regia di David Jacobson (2002)
- S.W.A.T. - Squadra speciale anticrimine (S.W.A.T.), regia di Clark Johnson (2003)
- Ingannevole è il cuore più di ogni cosa (The Heart Is Deceitful Above All Things), regia di Asia Argento (2004)
- North Country - Storia di Josey (North Country), regia di Niki Caro (2005)
- Twelve and Holding, regia di Michael Cuesta (2005)
- Neo Ned, regia di Van Fischer (2005)
- Lords of Dogtown, regia di Catherine Hardwicke (2005)
- Messenger (A Little Trip to Heaven), regia di Baltasar Kormákur (2005)
- Love Comes to the Executioner, regia di Kyle Bergersen (2006)
- L'assassinio di Jesse James per mano del codardo Robert Ford (The Assassination of Jesse James by the Coward Robert Ford), regia di Andrew Dominik (2007)
- 28 settimane dopo (28 Weeks Later), regia di Juan Carlos Fresnadillo (2007)
- Take, regia di Charles Oliver (2007)
- The Hurt Locker, regia di Kathryn Bigelow (2008)
- Ingenious, regia di Jeff Balsmeyer (2009)
- The Town, regia di Ben Affleck (2010)
- Thor, regia di Kenneth Branagh (2011) - cameo, non accreditato
- Mission: Impossible - Protocollo fantasma (Mission: Impossible - Ghost Protocol), regia di Brad Bird (2011)
- The Avengers, regia di Joss Whedon (2012)
- The Bourne Legacy, regia di Tony Gilroy (2012)
- Hansel & Gretel - Cacciatori di streghe (Hansel and Gretel: Witch Hunters), regia di Tommy Wirkola (2013)
- C'era una volta a New York (The Immigrant), regia di James Gray (2013)
- American Hustle - L'apparenza inganna (American Hustle), regia di David O. Russell (2013)
- La regola del gioco (Kill the Messenger), regia di Michael Cuesta (2014)
- Avengers: Age of Ultron, regia di Joss Whedon (2015)
- Mission: Impossible - Rogue Nation, regia di Christopher McQuarrie (2015)
- Captain America: Civil War, regia di Anthony e Joe Russo (2016)
- Arrival, regia di Denis Villeneuve (2016)
- I segreti di Wind River (Wind River), regia di Taylor Sheridan (2017)
- Casa Casinò (The House), regia di Andrew Jay Cohen (2017)
- Prendimi! (Tag), regia di Jeff Tomsic (2018)
- Avengers: Endgame, regia di Anthony e Joe Russo (2019)
- Wake Up Dead Man: Knives Out (Wake Up Dead Man: A Knives Out Mystery), regia di Rian Johnson (2025)

#### Televisione
- Deadly Games - serie TV, episodio 1x03 (1995)
- Maledetta fortuna (Strange Luck) - serie TV, episodio 1x16 (1996)
- Contro ogni regola (A Friend's Betrayal), regia di Christopher Leitch - film TV (1996)
- Nei sogni di Sarah (A Nightmare Come True), regia di Christopher Leitch - film TV (1997)
- To Have & to Hold - serie TV, episodio 1x03 (1998)
- The Net - Serie TV, episodio 1x21 (1999)
- Cenerentola a New York (Time of Your Life) - serie TV, episodio 1x06 (1999)
- Angel - serie TV, episodio 1x11 (2000)
- CSI - Scena del crimine (CSI: Crime Scene Investigation) - serie TV, episodio 2x06 (2001)
- Dr. House - Medical Division (House, M.D.) - serie TV, episodio 4x09 (2007)
- The Unusuals - I soliti sospetti (The Unusuals) - serie TV, 10 episodi (2009)
- Louie - serie TV, episodi 4x11-4x12 (2014)
- Fratelli in affari: SOS Celebrity - docu-reality, episodio 1x02 (2020)
- Hawkeye - miniserie TV, 6 episodi (2021)
- Mayor of Kingstown - serie TV (2021-in corso)
- Rennervations - documentario TV, 4 episodi (2023)

#### Videoclip
- Trouble - Pink (2003)

### Produttore
- La regola del gioco (Kill the Messenger), regia di Michael Cuesta (2014)
- The Throwaways - Gli specialisti (The Throwaways), regia di Tony Bui (2015) - produttore esecutivo
- The Founder, regia di John Lee Hancock (2016)
- Knightfall – serie TV, episodio 1x01 (2017) - produttore esecutivo

### Doppiatore
- Robot Chicken - serie animata, episodio 5x19 (2011)
- World Wars - Il mondo in guerra (The World Wars) – miniserie TV, episodi 1x01-1x02-1x03 (2014)
- Arctic - Un'avventura glaciale - film d'animazione (2019)
- What If...? - serie animata, 4 episodi (2021- 2024)
- Black Widow, regia di Cate Shortland (2021) - cameo non accreditato

## Discografia

### EP
- 2020 – The Medicine
- 2020 – Live for Now
- 2024 – Love and Titanium

### Singoli
- 2018 – Mmm Mmm Mmm Mmm
- 2018 – Heaven (Don't Have A Name) (solo o con Sam Feldt)
- 2019 – House of the Rising Sun
- 2019 – Sign (con Eric Zayne)
- 2019 – Nomad
- 2019 – Main Attraction
- 2020 – Believer
- 2020 – Best Part of Me
- 2023 – Rebel on the Road
- 2024 – Wait

## Premi e riconoscimenti
- Premio Oscar
  - 2010 - Candidato al miglior attore per The Hurt Locker
  - 2011 - Candidato al miglior attore non protagonista per The Town
- Golden Globe
  - 2011 - Candidato al miglior attore non protagonista per The Town
- Premio BAFTA
  - 2010 - Candidato al miglior attore protagonista per The Hurt Locker
- Screen Actors Guild Award
  - 2010 - Candidato al miglior attore cinematografico per The Hurt Locker
  - 2010 - Candidato al miglior cast cinematografico per The Hurt Locker
  - 2011 - Candidato al miglior attore non protagonista cinematografico per The Town
  - 2014 - Miglior cast cinematografico per American Hustle - L'apparenza inganna
- Independent Spirit Awards
  - 2002 - Candidato al miglior attore protagonista per Dahmer - Il cannibale di Milwaukee
  - 2009 - Candidato al miglior attore protagonista per The Hurt Locker
- Satellite Award
  - 2018 - Candidato al miglior attore per I Segreti di Wind River

## Doppiatori italiani
Nelle versioni in italiano delle opere in cui ha recitato, Jeremy Renner è stato doppiato da:
- Christian Iansante in North Country - Storia di Josey, Thor, The Avengers, C'era una volta a New York, La regola del gioco, Avengers: Age of Ultron, Captain America: Civil War, I segreti di Wind River, Avengers: Endgame, Hawkeye
- Alessandro Quarta in L'assassinio di Jesse James per mano del codardo Robert Ford, Mission: Impossible - Protocollo fantasma, The Bourne Legacy, Hansel & Gretel - Cacciatori di streghe, American Hustle - L'apparenza inganna, Mission: Impossible - Rogue Nation, Mayor of Kingstown
- Roberto Gammino in The Town, Arrival, Casa Casinò, Prendimi!
- Francesco Bulckaen in La scuola più pazza del mondo, Dr. House - Medical Division
- Alessandro Tiberi in Nei sogni di Sarah
- Nanni Baldini in Angel
- Giorgio Borghetti in CSI - Scena del crimine
- Marco Vivio in Dahmer - Il cannibale di Milwaukee
- Riccardo Rossi in S.W.A.T. - Squadra speciale anticrimine
- Riccardo Niseem Onorato in Ingannevole è il cuore più di ogni cosa
- Stefano Crescentini in Messenger
- Loris Loddi in 28 settimane dopo
- Pasquale Anselmo in The Hurt Locker
- Andrea Lavagnino in Ingenious
- Massimo De Ambrosis in The Unusuals - I soliti sospetti
- Simone Crisari in Louie

Da doppiatore è sostituito da:
- Christian Iansante in Black Widow, What If...?
- Stefano De Martino in Arctic - Un'avventura glaciale